# Purpuricenus subnotatus
Purpuricenus subnotatus är en skalbaggsart som beskrevs av Maurice Pic 1910. Purpuricenus subnotatus ingår i släktet Purpuricenus och familjen långhorningar. Inga underarter finns listade i Catalogue of Life.